# Kasba (Bihar)
Kasba (también Qasba) es una ciudad de la India, en el distrito de Purnia, estado de Bihar.

## Geografía
Se encuentra a una altitud de 42 m s. n. m. a 319 km de la capital estatal, Patna, en la zona horaria UTC +5:30.

## Demografía
Según estimación 2011 contaba con una población de 28 505 habitantes.